# President (Schiff, 1840)
Die President war ein 1840 in Dienst gestellter Raddampfer der britischen Reederei British and American Steam Navigation Company und mit 2366 BRT das bis dahin größte Passagierschiff der Welt. Nach drei vollendeten Atlantiküberquerungen verschwand das Schiff nach dem 11. März 1841 spurlos auf dem Nordatlantik.

## Geschichte
Der hölzerne Raddampfer President wurde 1839 von der im Vorjahr gegründeten britischen Reederei British and American Steam Navigation Company in Auftrag gegeben und auf der Werft Curling & Young in London gebaut. Dies war die erste Reederei, die einen Liniendienst auf dem Nordatlantik anbot. Ihr erstes Schiff, die 1.863 BRT große British Queen, war bei seiner Indienststellung im Juli 1839 das bis dahin größte Schiff der Welt und schlug somit die 1838 in Dienst gestellte Great Western.
Um einen regelmäßigen Linienverkehr von Liverpool über Queenstown nach New York zu gewährleisten, wurde die President am 1. August 1840 in Dienst gestellt. Mit 2.366 BRT war sie doppelt so groß wie die Britannia der Cunard Line und löste die British Queen als größtes Passagierschiff der Welt ab. Die Schiffe wechselten sich so ab, dass jeweils eines an jedem 10. des Monats aus Liverpool auslief. An Bord der President war Platz für 154 Passagiere.
Im Transatlantikdienst erwies sich die President wie schon die British Queen als zu leicht gebaut und mit zu geringer Maschinenleistung ausgestattet. Die Reederei war von der Leistung des Schiffs enttäuscht. Auf ihrer Jungfernfahrt benötigte das Schiff in jeder Richtung 16 Tage. Auf der zweiten Überfahrt (2. November 1840) geriet sie in stürmisches Wetter und legte in den ersten drei Tagen nur 300 Meilen zurück. Der Kohlevorrat war so weit aufgebraucht, dass die President es nicht mehr nach Liverpool schaffen konnte und nach New York zurückkehren musste. Am 28. November lief sie schließlich mit zehn Tagen Verspätung in Liverpool ein. Danach wurde sie für zwei Monate aus dem Verkehr gezogen und in Plymouth umgebaut. Im Februar 1841 unternahm das Schiff seine dritte Fahrt und erreichte New York nach drei Wochen.
Nach insgesamt nur drei vollendeten Atlantiküberquerungen verschwand die President im März 1841 spurlos auf dem Nordatlantik. Am Donnerstag, dem 11. März 1841 hatte sie mit 28 Passagieren und 81 Besatzungsmitgliedern an Bord in New York abgelegt. Das Kommando hatte Lieut. Richard Roberts, ein Reserveoffizier der Royal Navy. Roberts war der Kapitän der Sirius gewesen, als diese im April 1838 als erstes Dampfschiff den Atlantik überquert hatte.

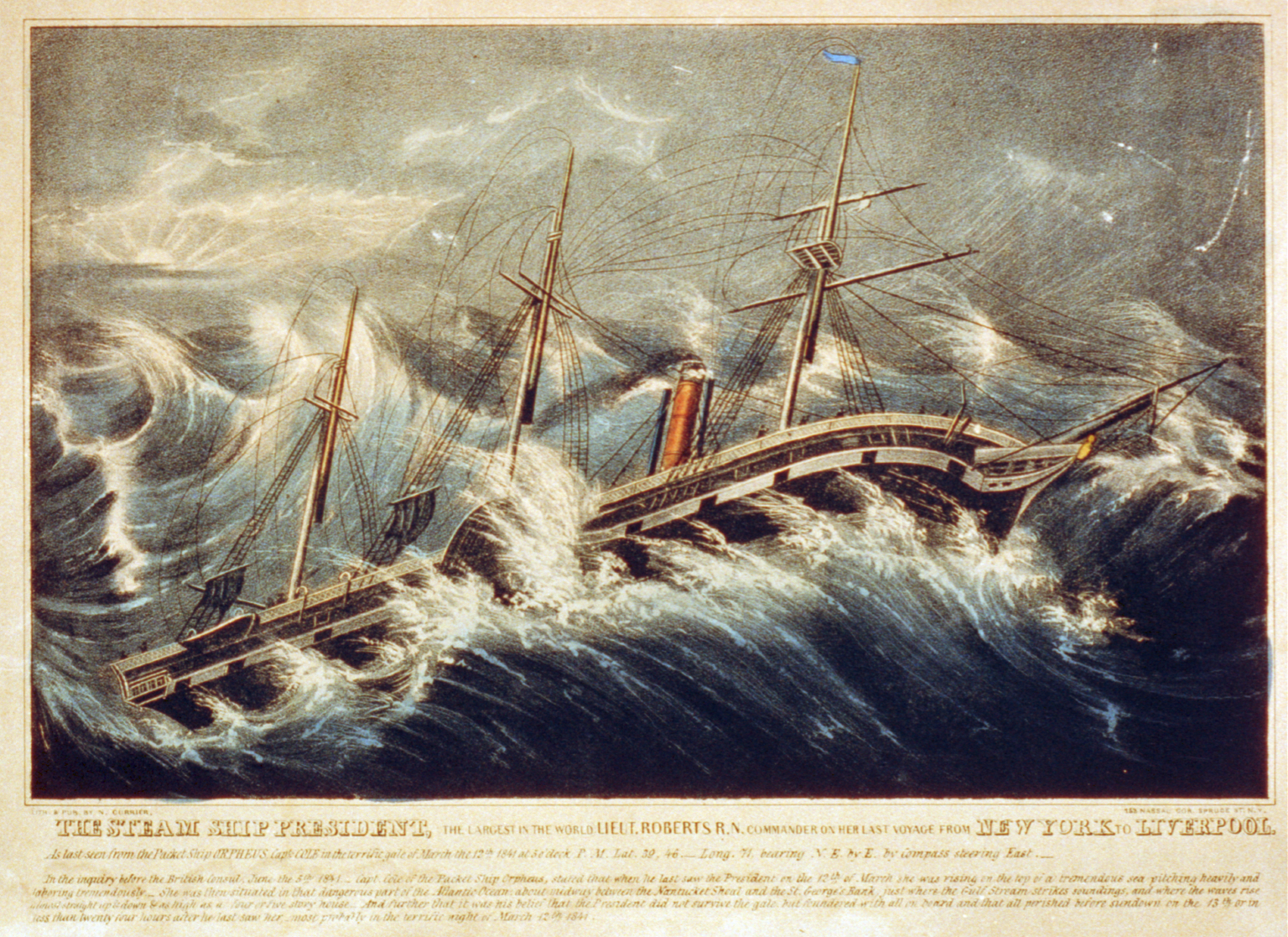
Die President im Sturm (Lithografie von Currier and Ives, ca. 1841)

Aufgrund der vielen Ladung und der zusätzlichen Kohle lag die President bei ihrer Abfahrt tief im Wasser. Kurz nach der Abfahrt geriet der Dampfer in einen schweren Sturm. Die President wurde zuletzt am 13. März von der Besatzung der Orpheus zwischen den Nantucket Shoals und der Georges Bank gesehen. Der Kapitän der Orpheus berichtete, dass das Schiff gegen hohe Wellen und stürmische Winde ankämpfte. Danach wurde die President nie wieder gesehen. Es wurden weder Trümmer noch Leichen gefunden.
Aufgrund ihrer verspäteten Ankunft bei der vorherigen Überfahrt sorgte die Verspätung der President zunächst nicht für große Unruhe. Erst nach einiger Zeit machten sich die Eigner Sorgen. Junius Smith, der Gründer der British and American Steam Navigation Company, hoffte noch Monate später, dass die President sicher ihr Ziel erreichen würde. Selbst Königin Victoria ordnete an, dass sie umgehend zu unterrichten sei, wenn das Schiff einliefe. Höchstwahrscheinlich sank das Schiff im Sturm bei den Georges Banks, aber auch Gerüchte um eine Eisbergkollision wurden verbreitet.
Unter den Passagieren auf dieser Fahrt waren unter anderem:
- George Grimston Cookman (* 1800), einflussreicher Geistlicher der Wesleyan Methodist Church und Kaplan des Senats der Vereinigten Staaten
- Lord Fitzroy George Charles Gordon-Lennox (* 1820), britischer Adeliger, Sohn von Charles Gordon-Lennox, 5. Duke of Richmond und jüngerer Bruder von Charles Gordon-Lennox, 6. Duke of Richmond
- Tyrone Power (1797–1841), irischer Bühnenschauspieler, Komiker und Theatermanager, zu dessen Nachfahren Tyrone Guthrie, Tyrone Power, Taryn Power und Romina Power zählen

Die Reederei brach zusammen und verkaufte ihr einzig verbliebenes Schiff, die British Queen, noch im selben Jahr an die belgische Regierung. Drei Jahre nach dem Verschwinden wurde für Kapitän Roberts ein Kenotaph im Kirchhof der Marmullane Church in seiner Heimatstadt Passage West (County Cork) errichtet. Am 22. Mai 2009 wurde Roberts neben anderen mit dem Titel „Freedom of the City of Cork“ der Stadt Cork geehrt und somit zum Ehrenbürger der Stadt Cork ernannt.